# Shōshō Chino
Pour les articles homonymes, voir Chino.
Shōshō Chino (茅野 蕭々), nom véritable Chino Gitarō (茅野 儀太郎), 18 mars 1883 à Suwa - 29 août 1946 à Tokyo, est un germaniste et traducteur japonais.

## Biographie
Ses études secondaires terminées, Chino étudie la germanistique à l'université de Tokyo de 1905 à 1908. À partir de 1917 il est professeur d'allemand à la Daisan Kōtō Gakkō (aujourd'hui université de Kyoto), puis maître de conférences au Nihon Joshi Daigaku à Tokyo et de 1920 jusqu'à sa retraite en 1944, il est professeur d'études germaniques à l'université Keiō. Son travail se concentre sur le romantisme allemand, les œuvres de Goethe et la poésie moderne. En compagnie de son épouse il compose des poèmes, des tanka et des critiques littéraires pour la revue Myōjō (明星) dirigée par Tekkan Yosano.
Outre la première traduction en japonais du Divan occidental-oriental (1937) de Goethe, Chino traduit également Werther et Les Affinités électives du même auteur, des poèmes de Rilke (1927) et des pièces de Strindberg, le Schimmelreiter de Storm  et Maria Stuart de  Schiller. Par ailleurs, il est aussi connu comme poète. Il était marié avec la germaniste et poétesse Chino Masako.

## Ouvrages
- 1926 Faust monogatari
- 1931 Doitsu romanshugi bungei (Œuvres des romantiques allemands)
- 1936 Goethe Faust
- 1936 Doitsu roman shugi (獨逸浪漫主義, Le romantisme allemand)
- 1936 Goethe to tetsugaku (ゲョエテと哲学, Goethe et la philosophie)

## Référence
- Christoph König : Internationales Germanistenlexikon : 1800–1950. Volume 1: A–G, Walter de Gruyter, 2003,  (ISBN 3-11-015485-4), p. 328

## Source de la traduction
- (de) Cet article est partiellement ou en totalité issu de l’article de Wikipédia en allemand intitulé « Chino Shōshō » (voir la liste des auteurs).
- Notices d'autorité :   - VIAF
  - ISNI
  - LCCN
  - GND
  - Japon
  - CiNii
  - Corée du Sud
  - WorldCat